# ゆぅふるtanaka
ゆぅふるtanaka（ゆぅふるタナカ）は、長野県東御市にある日帰り温泉健康複合施設である。

## 概要
町民の健康促進の為に1999年（平成11年）7月に長野県小県郡東部町にオープンした。温泉、トレーニングジムなどを有し市民の保養、健康促進に利用されている。信州東御市振興公社が運営している。2008年（平成20年）2月10日に入館者200万人を達成した。花崗岩風呂とヒノキ風呂の2種類があり、毎日男女入れ替わり制である。源泉名は千曲川温泉。食堂を併設している。2019年の入館者数は234,344人であった。

## アクセス
- 車で上信越自動車道東部湯の丸ICから約5～6分。
- 電車でしなの鉄道線田中駅から徒歩1分。

しなの鉄道の各有人駅からの割引往復乗車券と入場引換券のセットを発売している。

## 場所
- 〒389-0516 長野県東御市田中278-18